# Michael Staksrud
Michael Staksrud (Gran, 2 juni 1908 - 10 november 1940) was een Noors schaatser. Staksrud was afkomstig uit Gran een gemeente in het voormalige koninkrijkje Hadeland, in de provincie Oppland. Samen met Ivar Ballangrud en Hans Engnestangen vormde hij het zogenaamde Hadelandtrio, dat zowel de Noorse als internationale schaatssport domineerde in de jaren voor de Tweede Wereldoorlog.
Hij nam dertien keer deel aan het Wereldkampioenschap allround, zeven keer aan het Europees kampioenschap en driemaal aan de Olympische Winterspelen (in 1928, 1932 en 1936). Hij werd tijdens deze kampioenschappen drie keer wereldkampioen en twee keer Europees kampioen.
In de herfst van 1940, een half jaar na de Duitse inval in Noorwegen, werd hij dood aangetroffen in een wak in het Gjersjøen, een Noors meer. De omstandigheden waaronder hij het leven liet, zijn nooit geheel opgehelderd. Zijn broer Paul, die erbij was toen hij gevonden werd, werd in 1945 doodgeschoten. Ook over diens overlijden bestaan onduidelijkheden.

## Records

### Persoonlijke records
| Afstand      | Tijd    | Datum           | Baan  |
| ------------ | ------- | --------------- | ----- |
| 500 meter    | 42,8    | 30 januari 1937 | Davos |
| 1000 meter   | 1.32,3  | 3 februari 1929 | Hamar |
| 1500 meter   | 2.14,4  | 29 januari 1939 | Davos |
| 3000 meter   | 4.55,2  | 30 januari 1937 | Davos |
| 5000 meter   | 8.19,9  | 4 februari 1933 | Hamar |
| 10.000 meter | 17.23,2 | 5 februari 1928 | Davos |

### Wereldrecords
| Nr. | Afstand    | Tijd   | Datum            | Baan  |
| --- | ---------- | ------ | ---------------- | ----- |
| 1.  | 3000 meter | 4.59,1 | 25 februari 1933 | Hamar |
| 2.  | 1500 meter | 2.14,9 | 31 januari 1937  | Davos |

#### Wereldrecords laaglandbaan (officieus)
| Nr. | Afstand    | Tijd   | Datum           | Baan  |
| --- | ---------- | ------ | --------------- | ----- |
| 1.  | 5000 meter | 8.19,9 | 4 februari 1933 | Hamar |

### Adelskalender
Van 31 januari 1937 tot 29 januari 1939 was Michael Staksrud aanvoerder van de Adelskalender. Daarmee heeft hij 728 dagen aan de top van de lijst gestaan.
Hieronder staan de persoonlijke records (PR's) waarmee Michael Staksrud aan de top van de Adelskalender kwam en de PR's die hij had staan toen hij van de eerste plek verdreven werd. Tevens zijn de gegevens weergegeven van de schaatsers die voor en na hem aan de top van de lijst stonden.
| Datum      | 500 m | 1500 m | 5000 m | 10.000 m | Punten  | Voorganger / Opvolger |
| ---------- | ----- | ------ | ------ | -------- | ------- | --------------------- |
| 02-02-1936 | 43,4  | 2.17,4 | 8.17,2 | 17.22,6  | 191,050 | Ivar Ballangrud       |
| 31-01-1937 | 42,8  | 2.14,9 | 8.19,9 | 17.23,2  | 189,916 |                       |
| 29-01-1939 | 43,2  | 2.14,0 | 8.17,2 | 17.14,4  | 189,306 | Ivar Ballangrud       |

## Resultaten
| Jaar | EK Allround | WK Allround | Olympische Spelen                                          |
| ---- | ----------- | ----------- | ---------------------------------------------------------- |
| 1927 | 8e          | 6e          |                                                            |
| 1928 | 9e          | 5e          | 7e 5000m                                                   |
| 1929 |             | Brons       |                                                            |
| 1930 | Zilver      | Goud        |                                                            |
| 1931 |             |             |                                                            |
| 1932 |             | Zilver      | 3e in 3e heat 1500m NF 1e heat 5000m 6e in 1e heat 10.000m |
| 1933 |             | Zilver      |                                                            |
| 1934 | Goud        | NC17        |                                                            |
| 1935 |             | Goud        |                                                            |
| 1936 | NF4         | 4e          | 9e 5000m 10e 10.000m                                       |
| 1937 | Goud        | Goud        |                                                            |
| 1938 | 7e          | 5e          |                                                            |
| 1939 |             | NF4         |                                                            |
| 1940 |             | 6e          |                                                            |

NC17 = niet gekwalificeerd voor de laatste afstand, maar wel als 17e geclassificeerd in de eindklassering
NF# = niet gefinisht op #afstand

### Medaillespiegel
| Kampioenschap | Goud · | Zilver · | Brons · |
| ------------- | ------ | -------- | ------- |
| EK Allround   | 2      | 1        | 0       |
| WK Allround   | 3      | 2        | 1       |

Rudolf Ericson · Peder Østlund · Jaap Eden · Oscar Mathisen · Ivar Ballangrud · Michael Staksrud · Åke Seyffarth · Nikolaj Mamonov · Hjalmar Andersen · Boris Sjilkov · Dmitri Sakoenenko · Juhani Järvinen · Knut Johannesen · Jonny Nilsson · Per Ivar Moe · Eduard Matoesevitsj · Ard Schenk · Kees Verkerk · Magne Thomassen · Hans van Helden · Vladimir Lobanov · Jan Egil Storholt · Sergej Martsjoek · Vladimir Belov · Eric Heiden · Viktor Sjasjerin · Andrej Bobrov · Nikolaj Goeljajev · Michael Hadschieff · Eric Flaim · Johann Olav Koss · Falko Zandstra · Rintje Ritsma · Gianni Romme · Jochem Uytdehaage · Chad Hedrick · Sven Kramer · Shani Davis · Patrick Roest
Onofficiële Europese kampioenschappen

1891: Onbeslist ·
1892: Onbeslist · 
1946: Göthe Hedlund 

Officiële Europese kampioenschappen

1893: Rudolf Ericson · 
1894: Onbeslist ·
1895: Alfred Næss · 
1896: Julius Seyler · 
1897: Julius Seyler · 
1898: Gustaf Estlander · 
1899: Peder Østlund · 
1900: Peder Østlund · 
1901: Rudolf Gundersen · 
1902: Johan Schwartz · 
1903: Onbeslist ·
1904: Rudolf Gundersen · 
1905: Johan Vikander · 
1906: Rudolf Gundersen · 
1907: Moje Öholm · 
1908: Moje Öholm · 
1909: Oscar Mathisen · 
1910: Nikolaj Stroennikov · 
1911: Nikolaj Stroennikov · 
1912: Oscar Mathisen · 
1913: Vasilij Ippolitov · 
1914: Oscar Mathisen · 
1922: Clas Thunberg · 
1923: Harald Strøm · 
1924: Roald Larsen · 
1925: Otto Polacsek · 
1926: Julius Skutnabb · 
1927: Bernt Evensen · 
1928: Clas Thunberg · 
1929: Ivar Ballangrud · 
1930: Ivar Ballangrud · 
1931: Clas Thunberg · 
1932: Clas Thunberg · 
1933: Ivar Ballangrud · 
1934: Michael Staksrud · 
1935: Karl Wazulek · 
1936: Ivar Ballangrud · 
1937: Michael Staksrud · 
1938: Charles Mathiesen · 
1939: Alfons Bērziņš · 
1947: Åke Seyffarth · 
1948: Reidar Liaklev · 
1949: Sverre Farstad · 
1950: Hjalmar Andersen · 
1951: Hjalmar Andersen · 
1952: Hjalmar Andersen · 
1953: Kees Broekman · 
1954: Boris Sjilkov · 
1955: Sigge Ericsson · 
1956: Jevgeni Grisjin · 
1957: Oleg Gontsjarenko · 
1958: Oleg Gontsjarenko · 
1959: Knut Johannesen · 
1960: Knut Johannesen · 
1961: Viktor Kositsjkin · 
1962: Robert Merkoelov · 
1963: Nils Egil Aaness · 
1964: Ants Antson · 
1965: Eduard Matoesevitsj · 
1966: Ard Schenk · 
1967: Kees Verkerk · 
1968: Fred Anton Maier · 
1969: Dag Fornæss · 
1970: Ard Schenk · 
1971: Dag Fornæss · 
1972: Ard Schenk · 
1973: Göran Claeson · 
1974: Göran Claeson · 
1975: Sten Stensen · 
1976: Kay Arne Stenshjemmet · 
1977: Jan Egil Storholt · 
1978: Sergej Martsjoek · 
1979: Jan Egil Storholt · 
1980: Kay Arne Stenshjemmet · 
1981: Amund Sjøbrend · 
1982: Tomas Gustafson · 
1983: Hilbert van der Duim · 
1984: Hilbert van der Duim · 
1985: Hein Vergeer · 
1986: Hein Vergeer · 
1987: Nikolaj Goeljajev · 
1988: Tomas Gustafson · 
1989: Leo Visser · 
1990: Bart Veldkamp · 
1991: Johann Olav Koss · 
1992: Falko Zandstra · 
1993: Falko Zandstra · 
1994: Rintje Ritsma · 
1995: Rintje Ritsma · 
1996: Rintje Ritsma · 
1997: Ids Postma · 
1998: Rintje Ritsma · 
1999: Rintje Ritsma · 
2000: Rintje Ritsma · 
2001: Dmitri Sjepel · 
2002: Jochem Uytdehaage · 
2003: Gianni Romme · 
2004: Mark Tuitert · 
2005: Jochem Uytdehaage · 
2006: Enrico Fabris · 
2007: Sven Kramer · 
2008: Sven Kramer · 
2009: Sven Kramer · 
2010: Sven Kramer · 
2011: Ivan Skobrev · 
2012: Sven Kramer · 
2013: Sven Kramer · 
2014: Jan Blokhuijsen · 
2015: Sven Kramer · 
2016: Sven Kramer · 
2017: Sven Kramer · 
2019: Sven Kramer · 
2021: Patrick Roest · 
2023: Patrick Roest · 
2025: Sander Eitrem